# Rhaconotus rugosus
Rhaconotus rugosus är en stekelart som beskrevs av Marsh 2002. Rhaconotus rugosus ingår i släktet Rhaconotus och familjen bracksteklar. Inga underarter finns listade i Catalogue of Life.